# Bukidomino

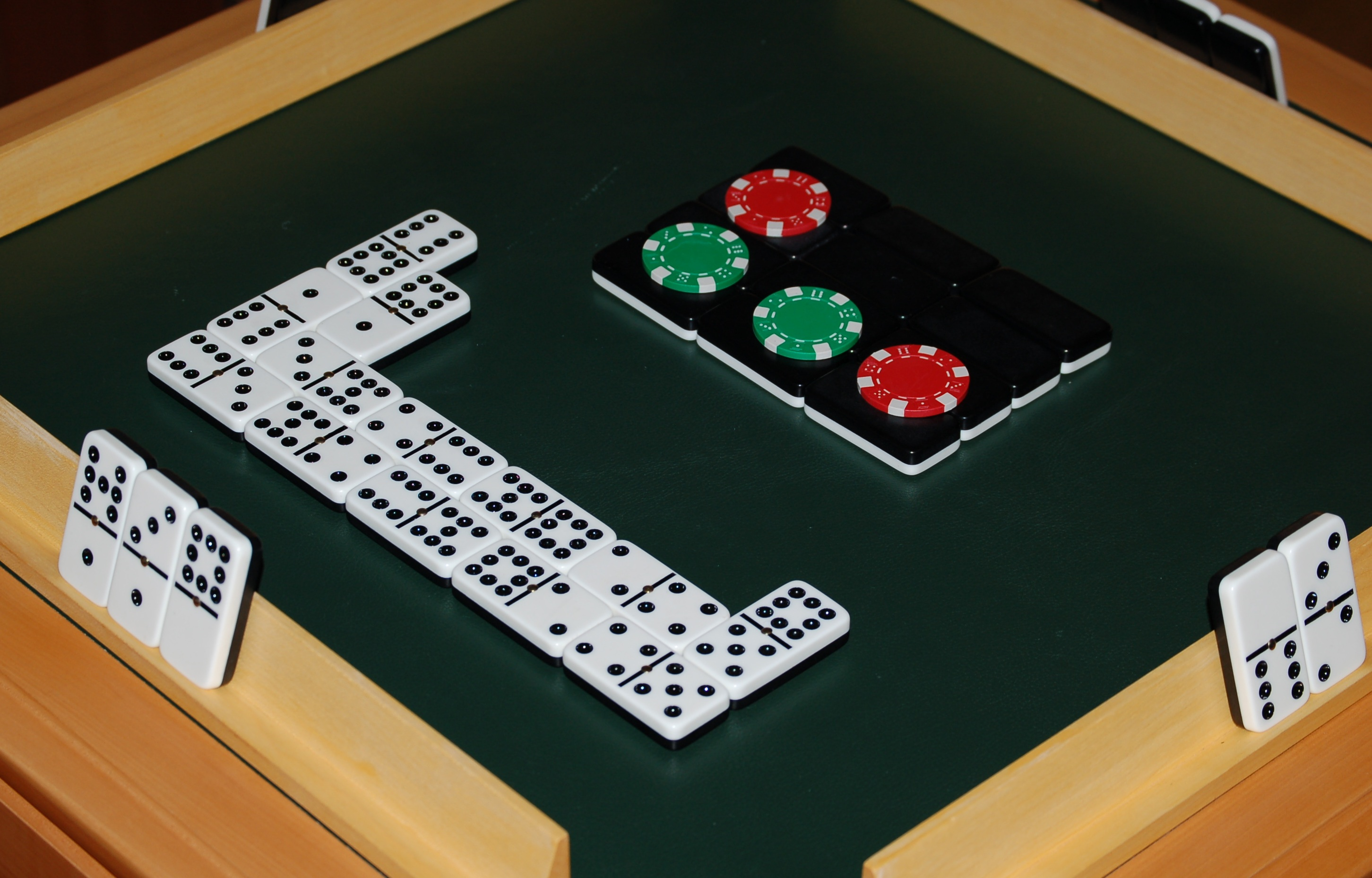
Eine Partie Bukidomino. Die Einsätze der Spieler werden auf dem Stamm (Talon) platziert. Das Anlegen der Steine erfolgt in (alt-)österreichischer Manier.

Bukidomino, Sechser-Domino, auch Buki-Domino, Bookie-Domino bzw. Booky-Domino geschrieben, oder kurz Buki ist ein Glücksspiel, das in Wien zu Anfang des 20. Jahrhunderts viel gespielt wurde.
Literarische Erwähnung fand das Bukidomino bei Joseph Roth (Zipper und sein Vater), Egon Erwin Kisch (Lederbranche in Nachlese), vor allem aber im 15. Kapitel des Romans Zwischen neun und neun von Leo Perutz, das zur Gänze der präzisen Schilderung einer Buki-Partie gewidmet ist. Die folgende Beschreibung stützt sich auf die in Perutz’ Roman gegebenen Hinweise sowie auf die im Literaturverzeichnis angeführten Quellen.

## Spielbeschreibung
Vier Spieler spielen eine Partie „normales Domino“; gemeint ist ein Blockdomino für vier Personen. Domino wurde in Österreich früher mit 36 Steinen gespielt: man nahm die 45 Steine eines Doppel-Acht-Spiels und entfernte daraus die neun Doppelsteine (0-0, 1-1 bis 8-8). Die Steine werden vom Spielleiter, dem Buki oder Bankhalter, verdeckt gemischt, jeder der Spieler erhält sechs Steine, der Bankhalter bedient sich selbst zuletzt. Die verbleibenden Steine bilden den Stamm und werden im Laufe des Spieles nicht verwendet.
Auf der Liste verbotener Spiele des k.u.k. Justizministeriums wird das Booky- oder Sechser-Domino angeführt: Im Gegensatz dazu wurde laut Beck das Buki-Spiel mit sieben Steinen je Spieler nicht als Glücksspiel angesehen und von den Behörden toleriert.
Das erste Spiel einer Partie beginnt derjenige Spieler, der den höchsten Stein besitzt, d. h. den Stein 8–7, falls dieser nicht im Stamm liegt. Nach dem ersten Spieler legen die übrigen Spieler nacheinander je einen Stein an; gespielt wird gegen den Uhrzeigersinn. Wer nicht anlegen kann, muss aussetzen; es gibt kein Kaufen. Wer zuerst alle Steine angelegt hat, ist Sieger. Bei einer gesperrten Partie, d. h., wenn keiner der vier Spieler mehr anlegen kann, gewinnt der Spieler, der die wenigsten Augen in der Hand hält.
Vor jedem Spiel können neben den beteiligten Spielern auch die Zuschauer, Kiebitze oder Galeristen genannt, auf einen der vier aktiven Spieler – bzw. nach Unger und Beck: auf einen der drei Gegenspieler des Bankhalters – setzen. Diese Wetten werden beim Buki abgeschlossen.
Die Bezeichnung Buki leitet sich von engl. bookie (seltener booky geschrieben), der Abkürzung für bookmaker, ab. Um 1900 war im Pferderennsport die englische Bezeichnung bookmaker gebräuchlich, die eingedeutschte Bezeichnung Buchmacher setzte sich erst später durch. Die Verbindung zur Pferdewette wird in Perutz’ Roman zum einen durch den Hinweis deutlich, dass man auf die Spieler „wie auf Rennpferde“ setzt, zum anderen lässt Perutz diese Episode im Café Turf spielen.

## Gewinnquoten und Bankvorteil
Gewinnt der Spieler, auf den man gesetzt hat, so erhält man vom Buki „dreifaches Geld“. Wie aus Perutz’ Beschreibung klar hervorgeht, ist damit eine Gewinnquote von 2 : 1 gemeint: Nachdem Stanislaus Demba, die Hauptfigur des Romans, 10 Kronen gesetzt und gewonnen hat, besitzt er 30 Kronen, sein Gewinn beträgt daher nur 20 Kronen. Sodann lässt er Einsatz und Gewinn stehen – er legt „Geld auf Geld“ – und gewinnt abermals, wodurch sich sein Vermögen auf 90 Kronen erhöht. Nach einem weiteren Gewinn besitzt er 270 Kronen und wird dann vom Buki um den Gewinn und den ursprünglichen Einsatz geprellt.
Da der Buki im Fall eines Gewinnes nur eine Quote von 2 : 1, anstelle der fairen Quote von 3 : 1 bezahlt, gewinnt er im Mittel 25 Prozent der getätigten Einsätze (Bankvorteil). Beck gibt eine Gewinnquote von 2½ : 1 an, der Bankvorteil beträgt dann 12,5 Prozent.
Bei diesen Berechnungen gilt die – sehr unrealistische – Voraussetzung, dass ein Spieler in jedem einzelnen Spiel denselben Einsatz riskiert – unabhängig davon, ob er selbst den ersten Stein setzen darf oder nicht. Müssen die Spieler ihre Einsätze nicht zur Gänze vor dem Aufnehmen der Steine tätigen, so verbessert das ihre Chancen ganz erheblich.
Für die Chancen der Spieler ist das Verhältnis zwischen Mindest- und Höchsteinsatz ausschlaggebend, dabei erscheint ein Verhältnis von 3 : 1 zwischen Maximum und Minimum als angemessen. Ein kleines Verhältnis zwischen Minimum und Maximum begünstigt den Bankhalter, ein großes Verhältnis verschiebt den Vorteil zu Gunsten der Gegenspieler.

## Fortsetzung der Partie
Der Gewinner eines Spieles hat den Ansatz beim nächsten Spiel (d. h., er darf den ersten Stein setzen); er muss seinen Einsatz vor dem Spielen des ersten Steines tätigen. Die anderen Spieler dürfen – nach Beck – mit ihren Einsätzen solange warten, bis sie das dritte Mal an der Reihe sind anzulegen, bzw. – nach Unger – müssen ihren Einsatz leisten, solange sie noch mindestens fünf Steine besitzen.

## Sonstiges
Das Spiel wurde Anfang September 1916 von der österreichischen Regierung nach § 522 öStGB verboten.
„Galerie“ ist eine Bezeichnung für die Wiener Unterwelt; dieser Name leitet sich vom Photoalbum der Polizei ab, das ebenfalls Galerie genannt wird; die darin abgebildeten Personen heißen „Galeristen“ (vgl. Stoß)